# AnimalBase
 (décembre 2024).
Si vous disposez d'ouvrages ou d'articles de référence ou si vous connaissez des sites web de qualité traitant du thème abordé ici, merci de compléter l'article en donnant les références utiles à sa vérifiabilité et en les liant à la section « Notes et références ».
AnimalBase est un projet porté par l'université de Göttingen, en Allemagne. L'objectif du projet est la numérisation de la littérature ancienne, en offrant un libre accès à des œuvres de la zoologie et de fournir des listes de noms de genres et d'espèces zoologiques comme une ressource gratuite pour le public. L'utilisation des données n'est pas limitée, ni conditionnée. AnimalBase comprend toutes les disciplines zoologiques. Dans le domaine de l'informatique de la biodiversité, AnimalBase est unique en ce qu'il fournit des liens entre les noms de taxons génériques et spécifiques et de descriptions originaux numérisées, avec un accent particulier sur la littérature et les noms publiés avant 1800.

## Histoire
Le projet a débuté en 2003 avec le financement de la Fondation allemande pour la recherche (DFG). La base de données a commencé à travailler en 2004 et a été mise en ligne en 2005. Entre 2003 et 2005, près de 400 publications zoologiques entre 1550 et 1770 ont été numérisées, tandis que 10 000 noms zoologiques liés ont été incorporés dans la base de données. Un deuxième effort (2008-2011) a inclus encore plus de littérature et a donné accès à plusieurs dizaines de milliers de noms spécifiques et génériques qui ont été extraits des sources originales.

## La numérisation et les liens à la littérature numérisée par d'autres sources
Les publications zoologiques sont numérisées à la plus haute qualité par le Centre d'archives de numérisation de Göttingen (Göttinger Digitalisierungszentrum, GDZ) de la Bibliothèque de l'université de Göttingen (Staats-und Universitätsbibliothek Göttingen, SUB), qui est une des plus grandes bibliothèques en Allemagne, comprenant plus de 4,5 millions de volumes. AnimalBase fournit également des liens vers des sources numérisées par d'autres fournisseurs, telles que la Biodiversity Heritage Library (BHL) ou Gallica.

## Extraire les noms de taxons de la littérature taxonomique
Les noms des taxons génériques et spécifiques qui ont été établis dans les publications zoologiques ont été entrés manuellement dans la base de données. Les entrées comprennent l'orthographe originale et corrigée des noms, la combinaison genre-espèce originale, des localités typiques et le numéro de la page sur lesquels ces noms ont été initialement établis.
AnimalBase offre également la possibilité de combiner les noms d'origine avec leurs allocations actuelles (combinaisons genre-espèces actuelles). Par exemple, des renseignements biologiques détaillés et photos sont disponibles pour 2 500 espèces de mollusques européens non maritimes, contenant plus de 6 000 photographies.
AnimalBase est un projet collaboratif et ouvert, tous les partenaires enregistrés peuvent modifier ou entrer des données. Cela comprend le téléchargement des images des espèces animales, ajouter des informations biologiques, les éléments diagnostiques, les données sur la biogéographie et l'état actuel de protection. Les photos et informations fournies par AnimalBase sont expressément autorisées pour une utilisation sur d'autres sites (copiés ou liés).